# (2199) Klet
(2199) Klet (1978 LA; 1928 QE; 1941 HG; 1948 MD; 1975 RU) ist ein Asteroid des inneren Hauptgürtels, der am 6. Juni 1978 vom tschechischen Astronomen Antonín Mrkos am Kleť-Observatorium in der Nähe von Český Krumlov in Tschechien (IAU-Code 046) entdeckt wurde.

## Benennung
(2199) Klet wurde nach dem Kleť-Observatorium, dem Ort seiner Entdeckung sowie dem Berg Kleť, auf dem sich das Observatorium befindet, benannt.